# 1802
Промислова революція •  Російська імперія • Наполеонівські війни

## Геополітична ситуація
Імператор Російської імперії — Олександр I (до 1825). Україну розділено між двома державами. Королівство Галичини та Володимирії належить Австрії. Правобережжя, Лівобережжя та Крим належать Російській імперії. Задунайська Січ існує під протекторатом Османської імперії.
В Османській імперії править султан Селім III (до 1807). Під владою османів перебувають Близький Схід та Єгипет, Середземноморське узбережжя Північної Африки, частина Закавказзя, значні території в Європі: Греція, Болгарія і Сербія. Васалами османів є Волощина та Молдова.
Священна Римська імперія охоплює, крім німецьких земель, Угорщину з Хорватією, Трансильванію, Богемію. Імперію очолює Франц II (до 1835). Король Пруссії — Фрідріх-Вільгельм III (до 1840).
У Французькій республіці триває період Консулату, посаду першого консула обіймає Наполеон Бонапарт. Франція має колонії в Північній Америці та Індії. Король Іспанії — Карл IV (до 1808). Королівству Іспанія належать південь Італії, Нова Іспанія, Нова Гранада, Віцекоролівство Перу, Внутрішні провінції та Віцекоролівство Ріо-де-ла-Плата в Америці, Філіппіни. У Португалії королює Марія I (до 1816). Португалія має володіння в Бразилії, в Африці, в Індії, в Індійському океані й Індонезії. На троні Великої Британії сидить Георг III (до 1820). Британія має колонії в Північній Америці, на Карибах та в Індії.
Сполучені Штати Америки займають територію частини колишніх британських колоній. Посаду президента США обіймає Томас Джефферсон. Територія на півночі північноамериканського континенту належить Великій Британії, вона розділена на Нижню Канаду та Верхню Канаду, територія на півдні та заході континенту належить Іспанії й Франції.
У нижніх землях встановилася Батавська республіка. Вона має колонії в Америці, Індонезії та на Формозі. Король Данії та Норвегії — Кристіан VII (до 1808), на шведському троні сидить Густав IV Адольф (до 1837). На Апеннінському півострові існують маріонеткові Лігурійська, Ітапійська республіки, що перебувають під протекторатом Франції, відновила незалежність Папська держава.
В Ірані при владі Каджари. Імперія Маратха контролює значну частину Індостану. Зростає могутність Британської Ост-Індійської компанії. У Пенджабі виникла Сикхська держава. У Бірмі править династія Конбаун, у В'єтнамі — династія Нгуєн. У Китаї володарює Династія Цін. У Японії триває період Едо.

## Події

### В Україні
- Внаслідок реорганізації адміністративного устрою в Російській імперії замість Новоросійської губернії утворено Катеринославську, Миколаївську, Полтавську, Таврійську, Херсонську, Чернігівську губернії.

### У світі
- 29 січня французький експедиційний корпус під командою Шарля Леклерка висадився на Сан-Домінго щоб відновити колоніальний режим.
- 27 березня Англія уклала з Францією та її союзниками — Батавською республікою й Іспанією Ам'єнський мир.
- 12 квітня російський генерал Богдан Кноррінг, під дулом зброї, змусив присягати на вірність цареві аристократію Грузії та духовенство, що зібралися в тбіліському соборі Сіоні.
- 12 квітня вахабіти вчинили напад на місто Кербела, вчинили різанину, розграбували гробницю Хусейна ібн Алі.
- 26 квітня Наполеон оголосив загальну амністію, дозволивши більшості емігрантів повернутися у Францію.
- 19 травня Наполеон заснував Орден Почесного легіону.
- Законом від 20 травня Наполеон відновив рабство у французьких колоніях.
- 8 червня французи заарештували лідера повстання на Гаїті Туссена Лувертюра.
- 1 липня Зія Лонг, проголошений імператором В'єтнаму, захопив Ханой. Він став засновником династії Нгуєн.
- 2 серпня Наполеона Бонапарта проголошено довічним першим консулом Франції, прийнято Конституцію Х року.
- 11 вересня П'ємонт став частиною Першої французької республіки.
- 15 жовтня генерал Мішель Ней за наказом Наполеона увійшов у Швейцарію на чолі 40-тисячної армії.
- 16 жовтня іспанці закрили порт Нового Орлеана для американських суден, перекривши торгівлю на річці Міссісіппі.
- У Росії на заводі Бланкеннагеля Є. І. та Єсипова в селі Черневе (Тульська губернія) випущено перший промисловий цукор.

### Наука
- Петров Василь Володимирович відкрив дуговий розряд.
- Француз Жан-Батіст Ламарк та німець Готфрід Рейнгольд Тревіранус запропонували назву науки «Біологія».
- Генріх Вільгельм Маттеус Ольберс відкрив карликову планету Паладу.
- Вільям Гершель запровадив терміни астероїд та подвійна зоря.
- Жозеф Луї Гей-Люссак опублікував закон Шарля.
- Медаль Коплі отримав Вільям Волластон.

### Культура
- Людвіг ван Бетховен написав «Місячну сонату».
- Томас Брюс, 7-й лорд Елгін почав перевозити в Англію мармури Парфенона.
- Розетський камінь потрапив у Лондон як військовий трофей.
- Марі Тюссо відкрила в Лондоні виставку воскових фігур.
- Абрахам Гіацинт Анкетіль-Дюперрон опублікував латинський переклад «Упанішад».
- Джіппеншя Ікку видав у Японії комедійний роман «Токайдотю хідзакуріґе».
- Франсуа-Рене де Шатобріан опублікував роман «Рене».
- Жермена де Сталь оприлюднила роман «Дельфіна».

### Засновані
- Військова академія США
- Італійська республіка (1802—1805)
- Династія Нгуєн

### Зникли
- Мюнстерське князівство-єпископство
- Цизальпійська республіка
- Цисрейнська республіка

## Народились
Див. також Категорія:Народились 1802
- 26 лютого — Віктор Гюго, видатний французький письменник, поет, драматург, теоретик мистецтва
- 9 квітня — фінський фольклорист Еліас Леннрот, який записав і опублікував національний карело-фінський епос «Калевала»
- 9 липня — Томас Дейвенпорт, винахідник першого електричного двигуна
- 24 липня — Александр Дюма (батько), французький письменник
- 5 серпня — Нільс Генріх Абель, норвезький математик
- 19 вересня — Лайош Кошут, національний герой Угорщини, лідер революції 1848 року, верховний керівник Угорщини (1848—1849).
- 29 листопада — Вільгельм Гауфф, німецький письменник-казкар. (пом. 1827)

## Померли
Див. також Категорія:Померли 1802